# جايغون كيم
جايغون كيم (بالكورية: 김재권) هو فيلسوف كوري-أمريكي من مواليد 12 أيلول/سبتمبر 1934، والذي عرف بأعماله في مجال فلسفة العقل وميتافيزيقيا الأحداث وما يتبعها.
رفض كيم في مذهبه الفلسفي ميتافيزيقية ديكارت، كما وضع الكثير من القيود على مسألة العقل - الجسد، ونشر أبحاثه على شكل مقالات علمية، منها Supervenience and Mind: Selected Philosophical Essays، بالإضافة إلى أبحاثه في مجال نظرية المعرفة.
عمل جايغون كيم في عدة جامعاتن وهو حالياً بروفيسور متقاعد سابق في جامعة براون الأمريكية.

## اقرأ أيضاً
- تابعية
- الفلسفة الأمريكية

## روابط خارجية
- جايغون كيم على موقع الموسوعة البريطانية (الإنجليزية)